# Heliconia mucilagina
Heliconia mucilagina är en enhjärtbladig växtart som beskrevs av Abalo och G.Morales. Heliconia mucilagina ingår i släktet Heliconia och familjen Heliconiaceae. Inga underarter finns listade.